# Савицкий, Антон
Антон Савицкий  (пол. Antoni Sawicki, лит. Antanas Savickas, 1782 — 11 (23) мая 1836) — польско-литовский священнослужитель, поэт и переводчик.
Изучал медицину в Вильне, в 1819 году окончил семинарию в Варняе. Сочинял дидактические стихотворения, сатиры, басни, описания природы.
Написал «Kiełbas duszne su Drewu iszimstas» (Вильна, 1829). Перевёл на литовский язык сочинение Фомы Кемпийского «О подражании Христу» (лит. Apey sekima Chrystusa Pona knigas keturias metuose 1441 paraszytas, o dabar ysz łotiniszkos ant żemaytyszkos kałbas diel nuopełna dusziu nobażnu yszgulditas par kuniga Antona Sawicki Tyrkszluse; 1828) и книгу св. Августина.